# Eosinophilie-Myalgie-Syndrom
Das Eosinophilie-Myalgie-Syndrom (EMS) ist ein früher nach der Einnahme von Tryptophan aufgetretenes Krankheitsbild mit den namensgebenden Leitsymptomen Eosinophilie, Myalgie (Muskel- und Gelenkschmerzen) sowie Muskelkrämpfe, Parästhesie, Hautausschlag und Sklerodermie-artigen Hautveränderungen.
Synonyme sind: Eosinophiles Myalgie-Syndrom; Eosinophilie-Myalgie-Syndrom, L-Tryptophan-bedingtes; L-Tryptophan-bedingtes Eosinophilie-Myalgie-Syndrom
Die Erstbeschreibung stammt aus dem Jahre 1989 durch Centers for Disease Control.

## Ursache
Ende der 1980er Jahre stellte die Firma Shōwa Denkō mithilfe transgener Bakterien die Aminosäure Tryptophan her, wodurch gleichzeitig versehentlich ein unerwünschtes Toxin produziert wurde, an dem 37 Menschen starben (sogenanntes Eosinophilie-Myalgie-Syndrom).

## Klinische Erscheinungen
Klinische Kriterien sind:
- meist nach 1 bis 12 Monaten nach Einnahme des L-Tryptophan auftretend
- generalisierter Myalgie, Muskelverhärtung und -krämpfe
- leichte Erschöpfbarkeit
- Parästhesie
- peripheres Ödem
- Gelenkschmerzen
- Atemnot
- Hautausschlag mit Sklerodermie-artigen Hautveränderungen
- trockener Mund

Die Veränderungen hören nach Absetzen der Einnahme nicht auf.

## Diagnose
Neben der Anamnese ist die  Eosinophilie (mehr als 1000 Eosinophile/ml) wegweisend.

## Differentialdiagnose
Abzugrenzen sind:
- Infektionskrankheiten, Tumorerkrankung mit Eosinophilie
- Eosinophile Fasziitis
- Hypereosinophilie-Syndrom
- Systemische Sklerose
- Eosinophile Granulomatose mit Polyangiitis
- Kutanes Lymphom
- Spanisches Ölsyndrom